# Václavské Předměstí
Václavské Předměstí je západní část města Písek ve stejnojmenném okrese v Jihočeském kraji. Václavské Předměstí leží v katastrálním území Písek o výměře 38,04 km².

## Historie
Václavské Předměstí bylo píseckou částí v letech 1850–1879. Znovu se jí stalo v letech 1890–1960 a podruhé 1. ledna 1980.

## Obyvatelstvo
| Rok            | 1869 | 1880 | 1890 | 1900 | 1910 | 1921 | 1930 | 1950  | 1961 | 1970  | 1980  | 1991  | 2001  | 2011  | 2021  |
| -------------- | ---- | ---- | ---- | ---- | ---- | ---- | ---- | ----- | ---- | ----- | ----- | ----- | ----- | ----- | ----- |
| Počet obyvatel | 261  | 0    | 127  | 389  | 578  | 785  | 937  | 1 083 | 0    | 1 045 | 1 215 | 1 068 | 1 023 | 1 335 | 1 589 |
| Počet domů     | 28   | 0    | 33   | 40   | 48   | 66   | 93   | 167   | 0    | 177   | 278   | 287   | 289   | 342   | 407   |